# Boothapandi
Boothapandi är en ort i Indien.   Den ligger i distriktet Kanniyakumari och delstaten Tamil Nadu, i den södra delen av landet, 2 300 km söder om huvudstaden New Delhi. Boothapandi ligger 39 meter över havet och antalet invånare är 14 721.
Terrängen runt Boothapandi är varierad. Runt Boothapandi är det tätbefolkat, med 476 invånare per kvadratkilometer. Närmaste större samhälle är Nagercoil, 9,9 km söder om Boothapandi. Omgivningarna runt Boothapandi är en mosaik av jordbruksmark och naturlig växtlighet.